# غونار كريستنسن
غونار كريستنسن (بالدنماركية: Gunnar Christensen)‏ هو منافس ألعاب قوى دنماركي، ولد في 1913، وتوفي في 1986.

## وصلات خارجية
- غونار كريستنسن على موقع أوليمبيديا (الإنجليزية)